# Ignac Koprivec
Ignac Koprivec [ignác koprívec] (rojen Ignac Ljubec), slovenski pisatelj, novinar in urednik, * 26. junij 1907, Drbetinci, † 8. december 1980, Ljubljana.

## Življenje
Njegova mati in oče, Elizabeta in Jožef Ljubec, sta bila želarja (kajžarja). Oče je 1915 umrl na ruski fronti. Z bratom Francem in sestro Genovefo je odraščal v Drbetincih. Klasično gimnazijo je obiskoval v Mariboru, vendar je ni končal. Zaradi pomanjkanja denarja se je neredno šolal. Brat mu je pomagal, da se je v Hrastniku in Zagorju ob Savi zaposlil kot zidar in se šolal ob delu. Leta 1934 se je preselil v Ljubljano, privatno končal srednjo tehnično šolo in na Filozofski fakulteti izredno študiral slavistiko. Poslušal je predavanja tudi na drugih fakultetah, vendar izpitov ni opravljal. Preživljal se je s priložnostnimi deli in se kot študent udejstvoval med levičarji, združenimi v akademsko društvo Mladi Triglav. Delal je kot publicist in književnik, med drugim je bil sodelavec komunistične založbe Ekonomska enota. Vključil se je v delavsko gibanje pod vodstvom KP.
Med vojno je bil aktivist OF in član ilegalnega odbora slovenskih kulturnih delavcev, ki se je na plenumu 1941 odločil za kulturni molk. Leta 1943 je odšel v partizane in postal načelnik propagandnega odseka pri GŠ NOV in POS ter vojni dopisnik in urednik Slovenskega partizana. 1944 je sodeloval pri ustanavljanju narodnega gledališča na osvobojenem ozemlju in bil propagandist na Primorskem. Po vojni se je zaposlil v uredništvu Ljudske pravice ter bil urednik pri Slovenskem knjižnem zavodu in v založbi Kmečka knjiga. Deloval je še kot svobodni književnik. 
Priimek Koprivec je začel uporabljati leta 1935, uradno pa ga je menjal leta 1946. Med vojno mu je raba rojstnega priimka pomagala pri svobodnem gibanju po Ljubljani, saj so okupacijske oblasti zaman iskale Koprivca. Njegova žena Zinka Topolovec je bila profesorica biologije, njegova hči Bilka pa je postala slavistka. Pokopan je na Žalah v Ljubljani.

## Literarno delo
Pred vojno je pisal prozo, ki je bila objavljena v Jutru, Življenju in svetu, Domovini, Prosveti, Novi pravdi, Modri ptici, Zadrugarju, Ljudski pravici, Obzorjih, Večerniku idr.
Zbirka reportaž oz. narodopisnih črtic iz Slovenskih goric Kmetje včeraj in danes je izšla v štirih delih. Skozi prizmo ljudskih folklornih prvin je predstavil socialne odnose med kmeti. Pripovedni slog je bolj reporterski kot literarni in poln narečnih besed. V črticah se je dotaknil malega človeka, ki ga zaznamujeta beda in alkohol in ki ga zaradi slepe vere v katoliško Cerkev izkorišča duhovščina. Knjiga je dvignila veliko prahu, v klerikalnih krogih pa zbudila ogorčenje. Bila je zaplenjena z obrazložitvijo, da krši javno moralo in izziva verski razdor. Kljub temu je skoraj v celoti prešla v roke bralcev.
Največji del naklade je varno spravil sin trgovca iz Cerkvenjaka: kar okoli 250 izvodov je z otroškim vozičkom prepeljal na svoj dom in dnevno po tri knjige prinašal v trgovino, kjer so v kratkem vse pošle.
Zaplemba je Koprivcu onemogočila izdajo zbirke novel Vaške podobe, ki bi govorila o viničarjih.
Njegovo literarno objavljanje je prekinila vojna. Po njej je objavljal zgodbe z vojno tematiko in napisal zbirko črtic Za svobodo, ki obravnava NOB na Cerkljanskem, vendar je ostala v rokopisu. Na dan je prišla po njegovi smrti. Objavljal je še v Slovenskem poročevalcu, Ljudski pravici, Novem svetu, Novih obzorjih, Obzorniku, ptujskem Tedniku, Naši ženi, Kmečki ženi, Prešernovem koledarju, Sodobnosti idr.
Sestanki in Nevidna steza prinašajo novele, v katerih razkriva revščino malih kmetov in nasilnost gruntarjev ter piše o dogajanju med NOB. Sestanki vključujejo osem aktivističnih reportaž o povojnem življenju v Slovenskih goricah. Ker so bile napisane v socrealističnem duhu, jih je sočasna kritika zavrnila kot slabe. V Nevidni stezi pa sta izšli dve noveli iz bojev z okupatorji, ki sta postavljeni na Pohorje in v Maribor: Nevidna steza in Za rojstni dan.
V revijalnem tisku je objavljal odlomke iz njegovih kasnejših knjižno izdanih povesti in romanov. V povesti Znamenja ob hudourniku je želel predstaviti problem belogardizma in ljubezenske tragike, v romanu Mi smo proti pa hipotezo, da nemoralen človek nujno stopi na stran okupatorjev. Nobenega od del ni dokončal. V rokopisu je ostal tudi osnutek romana Ptica ne leti visoko, v katerem je nameraval predstaviti kmečkega človeka, ki se kot žrtev samoupravljanja mora iz mesta vrniti k zemlji.
Življenje kmetov in kočarjev v Slovenskih goricah je prikazal v tridelni povesti Hiša pod vrhom. Nekatera poglavja so izšla že v Prešernovem koledarju za leto 1951. Prvi del prikazuje prleško vas od 30. let do konca 2. svetovne vojne, drugi čas agrarne reforme in tretji leta obveznih oddaj in ustanavljanja obdelovalnih zadrug. Kmetovo narodno zavednost med nemško okupacijo je objektivno prikazal, tako da imajo te strani njegove knjige celo dokumentarno, zgodovinsko vrednost.
Žive, umetniško oblikovane kmečke like in sodobno dogajanje v rodni pokrajini je upodobil v povesti Pot ne pelje v dolino, za katero je leta 1966 prejel nagrado Prešernovega sklada. Povest tematizira borbo in poraz slovnjegoriškega kmeta, ki se ni mogel ukloniti predpisani agrarni politiki, ter zapuščanje podeželja in odhajanje v mesta. 
Povest Pot ne pelje v dolino je bila prevedena v srbohrvaščino in francoščino, Hiša pod vrhom pa v srbohrvaški in madžarski jezik. Koprivec je vključen v zbornik člankov o sodobnih slovenskih pisateljih Ivana Brajdića z naslovom S one strane Sutle i Kupe in v antologijo slovenske kratke proze v češčini Promlky času. Bil je član Društva slovenskih pisateljev in član Slovenskega centra Pen.
Zadnja leta ni pisal, temveč se je posvečal prevajanju. Prevedel je dve deli Svetlane Volarić, Viharni otok in Številka 82083. Bil je še režiser Bralnega društva v Vitomarcih, med drugim je režiral Rokovnjače, igro na prostem.

### Oznaka avtorjevega opusa
Pisal je predvsem o kmečkem življenju v Slovenskih goricah. Obnovil je kmečko povest in jo dvignil na kvalitetno višjo raven. Od začetnih narodopisnih črtic si je izbistril opazovalni čut in poglobil spoznavanje človeka. Iz opisovalca ljudskih nravi se je razvil v oblikovalca individualiziranih značajev svojih rojakov. V razvoju njegove proze postopoma raste kritika vaškega družbenega in duševnega življenja. Avtentično je označil in opisal tragiko, ki jo je v življenje posameznikov prinašala družbena in miselna preobrazba slovenskega kmetstva. Pisal je o gospodarski in moralni stiski v vseh slojih domačega kmečkega prebivalstva. Pripovedi razodevajo sočutje do izrabljanega, od drugih odvisnega človeka in naturalistično veselje za vsakdanjo stvarnost. Zato je vse, kar se ponuja očem, pisano bogato nadrobno, izpeljava pa je še sentimentalna. Generacijsko, stilno in tematsko je njegovo delo blizu socialnim realistom.

### Kratka proza
- Kmetje včeraj in danes: Narodopisne črtice iz Slovenskih goric (1939) (COBISS), reportaže oz. družbenokritične črtice
- Sestanki (1949) (COBISS), zbirka novel
- Nevidna steza (1954) (COBISS), dve noveli

### Romani
- Hiša pod vrhom (1957) (COBISS), pokrajinska kmečka povest
- Pot ne pelje v dolino (1965, 1973) (COBISS) (COBISS), pokrajinska kmečka povest

## Nagrade in odlikovanja
- partizanska spomenica 1941
- nagrada Prešernovega sklada 1966 za roman Pot ne pelje v dolino